# Merrill (Míchigan)
Merrill es una villa ubicada en el condado de Saginaw, Míchigan, Estados Unidos. Tiene una población estimada, a mediados de 2022, de 678 habitantes.

## Geografía
La localidad está ubicada en las coordenadas 43°24′33″N 84°20′4″O / 43.40917, -84.33444 (43.40908, -84.334493). Según la Oficina del Censo de los Estados Unidos, tiene una superficie de 1.80 km², correspondientes en su totalidad a tierra firme.

## Demografía
Según el censo de 2020, en ese momento había 663 personas residiendo en la localidad. La densidad de población era de 368.33 hab./km². El 92.76% de los habitantes eran blancos, el 0.30% eran afroamericanos, el 2.56% eran de otras razas y el 4.37% eran de una mezcla de razas. Del total de la población, el 4.83% eran hispanos o latinos de cualquier raza.